# 中华饶氏吸虫
中华饶氏吸虫（学名：Lutztrema sinense）为双腔科饶氏属的动物。在中国大陆，分布于北京等地，营寄生生活，终末宿主树雀、赤颈  、北京雀、石鸡，寄生于肝脏以及胆管。该物种的模式产地在北京。